# Vinyl (serie de televisión)
Vinyl es una serie de televisión dramática estadounidense creada por Mick Jagger, Martin Scorsese, Rich Cohen y Terence Winter. La serie está ambientada en los años 1970 y es protagonizada por Bobby Cannavale en el papel de Richie Finestra, un ejecutivo de una discográfica. Fue estrenada en HBO el 14 de febrero de 2016. El piloto fue escrito por Winter y dirigido por Martin Scorsese. La primera temporada consistió en diez episodios. Scorsese tenía intenciones de dirigir futuros episodios de la serie. El 22 de junio de 2016 HBO anunció la cancelación de la serie.

## Sinopsis
En pleno amanecer del punk, el hip hop y la música disco, Richie Finestra, presidente de un gran sello discográfico, intenta salvar su compañía y sin lastimar a nadie en su camino.

## Reparto

### Reparto estelar
- Bobby Cannavale como Richie Finestra, un ejecutivo discográfico que trata de revivir su discográfica American Century.[7]
- Paul Ben-Victor como Maury Gold, un encantador dueño de una compañía discográfica.[7]
- P. J. Byrne como Scott Leavitt, encargado de asuntos legales de American Century.[7]
- Max Casella como Julian “Julie” Silver, la cabeza de A&R de American Century.[7]
- Ato Essandoh como Lester Grimes, cantante retirado y excolega de Richie.[7]
- James Jagger como Kip Stevens, líder de "Nasty Bits", banda de punk rock.[7]
- J. C. MacKenzie como Skip Fontaine, director de ventas de American Century Records.[7]
- Jack Quaid como Clark Morelle, un joven ejecutivo de American Century.[7]
- Ray Romano como Zak Yankovich, hombre de confianza de Richie y promotor de American Century.[7]
- Birgitte Hjort Sørensen como Ingrid, actriz danesa favorita de Andy Warhol y amiga cercana de la esposa de Richie.[7]
- Juno Temple como Jamie Vine, una ambiciosa asistente en el Departamento A&R de American Century.[7]
- Olivia Wilde como Devon Finestra, esposa de Richie.[7]

### Reparto recurrente
- Andrew Dice Clay como Frank “Buck” Rogers, dueño de una cadena de estaciones de radio.[7]
- Bo Dietl como Joe Corso, un "promotor independiente" con posibles conexiones con el crimen organizado.[7]
- Robert Funaro como Tony Del Greco, sicario de la mafia de Nueva York.[7]
- Joe Caniano como Leo, chofer y confidente de Richie.[7]